# Rua Tijucas do Sul
Rua Tijucas do Sul, localizada na capital paranaense, é uma homenagem ao município, pertencente à Região Metropolitana de Curitiba, de Tijucas do Sul.
A Tijucas do Sul esta situada no bairro Sitio Cercado, região sul da capital. Possuindo uma extensão de 3.200 metros a rua tem início sobre a ponte do rio Cercado e termina sobre a passagem de nível da linha férrea, próximo a Rua Clemente Mendes Ferreira.
Esta rua tem característica mista, pois possui imóveis residenciais e comerciais, sendo considerada uma das principais vias do bairro e que interliga o Pinheirinho com a Cidade Industrial de Curitiba (C.I.C).
Entre os pontos de destaque da Tijucas do Sul, encontramos (ref. dez/2009):
- Rua da Cidadania Bairro Novo.

## História
Por iniciativa de João Derosso, que apresentou o projeto de lei n° 309/77, a Rua Tijucas do Sul foi oficializada com a lei ordinária n° 5924/1978 em 6 de dezembro de 1978, data esta que o então prefeito em exercício de Curitiba, João Batista Gnoato, sancionou a lei.